# Дежага, Ашкан
Ашка́н Дежага́ (перс. اشكان دژاگه‎; род. 5 июля 1986, Тегеран) — иранско-немецкий футболист, полузащитник клуба «Фулад» и сборной Ирана.

## Клубная карьера
Ашкан Дежага родился в Тегеране. Его семья переехала в Берлин, когда будущему футболисту был год. В 16 лет Ашкан получил немецкое гражданство и, соответственно, право выступать за сборную Германии.
Свою карьеру Дежага начал, играя за клуб «Райникендорф». В 1999 году он перешёл в «Теннис-Боррусию», где долго не задержался и через год отправился в берлинскую «Герту». В молодёжной команде «Герты» Дежага играл 4 года, а в возрасте 18 лет дебютировал в Бундеслиге. Первый матч там молодой нападающий провёл против Бохума, выйдя на замену на 85 минуте и став самым молодым игроком, когда-либо ранее игравшим за клуб с момента его основания в 1892 году. В первые 2 года Дежага появлялся на полях первой бундеслиги всего 4 раза. В регионаллиге, где выступала Герта II, успехи Ашкана гораздо солиднее: в сезоне 2005/06 стал лучшим бомбардиром чемпионата, забив 12 голов.
В 2007 году Дежага переехал в «Вольфсбург», где под руководством нового тренера Феликса Магата стал регулярно появляться на поле в стартовом составе. За первый сезон забил 8 голов, став одним из лучших бомбардиров клуба. «Вольфсбург» занял пятое место в Бундеслиге, что стало лучшим достижением клуба за всю историю. В следующем сезоне Ашкан оказался куда менее продуктивным, но волки усилиями Эдина Джеко, Графите и Звездана Мисимовича стали чемпионами Германии.
В последний день летнего трасферного окна 2012/13 Ашкан переходит в лондонский «Фулхэм». После вылета «Фулхэма» из АПЛ по итогам сезона 2013/14 — перешёл в катарский клуб «Аль-Араби».

## Карьера в национальных сборных
Ашкану было 16 лет, когда он получил первое приглашение в сборную. Ранее он получал приглашения от Ирана, но, по его словам, никогда их всерьёз не рассматривал. В 2004 году перешёл в юношескую сборную (для игроков до 19 лет). В 15 международных матчах смог забить 7 мячей и в 2005 году ему поступило приглашение выступать за молодёжную сборную, где он получил желанный 10 номер.
В октябре 2007 года Дежага должен был играть в матче против сборной Израиля. Но Ашкан отказался от участия в этом матче, ссылаясь на «очень личные причины» и сказал: «ведь все знают, что я наполовину иранец». Шарлотта Кноблох, президент Центрального совета евреев в Германии, и Рональд Пофалла, генеральный секретарь Немецкого христианско-демократического союза, потребовали исключения Ашкана Дежаги из состава сборной Германии. В интервью журналу Stern Ашкан заявил, что его решение было вызвано лишь личными, а никак не политическими, антисемитскими или расистскими причинами. После этого его посетили президент немецкого футбольного союза Лео Цванцигер и спортивный директор Маттиас Заммер, которые согласились, что никаких других причин, кроме личных, в том решении не было, и оставили Ашкана в сборной.
Сыграв за Германию в 21 год, Ашкан по правилам ФИФА потерял возможность играть за сборную Ирана.
Его лучшим достижением в играх за Германию стало выступление на чемпионате Европы 2009 в Швеции, где молодёжная сборная немцев заняла первое место.
В июле 2009 ФИФА приняла поправки в свои правила, и Ашкан вновь получил возможность играть за Иран.
Включён в состав сборной на Кубок Азии 2019. 7 января в первом матче группового этапа против Йемена отличился голом на 23-й минуте игры. В итоге иранская сборная одержала победу 5:0. В матче 1/8 финала забил второй мяч своей сборной в ворота Омана на 41-й минуте игры с пенальти (2:0) и помог команде выйти в четвертьфинал.

## Достижения
«Вольфсбург»
- Чемпионат Германии по футболу: 2008/09

Германия (до 21)
- Чемпионат Европы по футболу среди молодёжных команд: 2009